# Independencia (Martínez de la Torre)
Independencia es una villa del municipio de Martínez de la Torre, ubicado en la región nautla del estado mexicano de Veracruz.

## Geografía
La localidad se ubica a 1.3 kilómetros (en dirección norte) de la localidad de Martínez de la Torre, la cabecera y lugar más poblado del municipio. Se sitúa en las coordenadas geográficas 20°03′28″N 97°03′10″O / 20.057778, -97.052778, a una elevación de 64 metros sobre el nivel del mar.

## Demografía
Según el Conteo de Población y Vivienda 2020, efectuado por el Instituto Nacional de Estadística y Geografía, la localidad tiene 16,190 habitantes, de los cuales 7,598 son del sexo masculino y 8,592 del sexo femenino. Su tasa de fecundidad es de 1.95 hijos por mujer y tiene 5,016 viviendas particulares habitadas.
| Gráfica de evolución demográfica de Independencia entre 1900 y 2020 |
|                                                                     |
| INEGI.                                                              |